# Maixa Zugasti Muñoa
Maixa Zugasti Muñoa (Tolosa, 1973) és una escriptora i poeta basca en euskara.
Maixa va créixer al barri Usabal de Tolosa, en un entorn rural, amb els seus dos pares i les seves dues germanes. Va estudiar a la ikastola Laskorain d'aquest mateix poble entre els quatre i els divuit anys, on va ser profundament marcada per la seva professora de literatura, Izaskun Etxeberria, per la seva metodologia pedagògica i per haver-li fet descobrir autors com William Faulkner o Marcel Proust. Un cop acabada l'ikastola, Maixa hauria volgut cursar literatura comparada, però en considerar que en aquell moment no eren estudis prou desenvolupats, va acabar inscribint-se a filologia hispànica a la Universitat de Deusto. Actualment és professora de literatura d'aquesta mateixa universitat.
Ha publicat tres novel·les i un poemari: L.A.A., publicada el 2017 per l'editorial Algaida, Ahotsak eta itzalak (Veus i ombres), publicada el 2018 per Erein, Tximeletak hondartzan (Les papallones de la platja), publicada el 2019 també per Erein i Hostoen hezurdura unatua, un poemari publicat el 2021 per Balea Zuria. Ha estat considerada com una de les cinc principals escriptores en euskara de l'actualitat, juntament amb Katixa Agirre, Eider Rodriguez, Karmele Jaio i Leire Bilbao. Les seves obres principalment tracten sobre les relacions personals, i analitzen situacions com el maltractament, l'amistat o l'amor.
Va guanyar la 32a edició el premi Kutxa Irun Hiria Saria (Premis literaris Kutxa Ciuitat d'Irun) en la modalitat "novel·la en euskara" l'any 2017 per L.A.A.